# Hønefoss Ballklubb 2012
Questa voce raccoglie le informazioni riguardanti lo Hønefoss Ballklubb nelle competizioni ufficiali della stagione 2012.

## Stagione
Lo Hønefoss chiuse la stagione al 13º posto in classifica, centrando la salvezza all'ultima giornata. L'avventura nella Coppa di Norvegia 2012 terminò al terzo turno, a causa dell'eliminazione ai calci di rigore per mano del Mjøndalen. Frode Lafton fu il calciatore più utilizzato in assoluto, con le sue 33 presenze (di cui 30 in campionato). Riku Riski fu il miglior marcatore, con le sue 10 reti.

## Maglie e sponsor
Lo sponsor tecnico per la stagione 2012 fu Legea, mentre lo sponsor ufficiale fu Leiv Vidar. La divisa casalinga fu composta da una maglietta bianca con inserti verti, pantaloncini neri e calzettoni bianchi. Quella da trasferta era invece totalmente nera, con inserti bianchi.
| Casa | Trasferta |

## Calciomercato

### Sessione invernale(dal 01/01 al 31/03)
| Acquisti | Acquisti           | Acquisti           | Acquisti   |
| R.       | Nome               | da                 | Modalità   |
| -------- | ------------------ | ------------------ | ---------- |
| P        | Lars Stubhaug      | svincolato         |            |
| D        | Vegar Gjermundstad | Sogndal            | definitivo |
| D        | Heiner Mora        | Santos de Guápiles | definitivo |
| C        | Christoffer Dahl   | svincolato         |            |
| C        | Mats André Kaland  | Fyllingsdalen      | prestito   |
| A        | Riku Riski         | Widzew Łódź        | definitivo |
| A        | Roope Riski        | Cesena             | prestito   |

| Cessioni | Cessioni           | Cessioni | Cessioni   |
| R.       | Nome               | a        | Modalità   |
| -------- | ------------------ | -------- | ---------- |
| P        | Thomas Solvoll     |          | svincolato |
| D        | Kjetil Byfuglien   |          | svincolato |
| C        | David Hanssen      |          | svincolato |
| C        | Stian Sortevik     | Stabæk   | definitivo |
| C        | Lennart Steffensen |          | svincolato |

### Sessione estiva(dal 01/08 al 31/08)
| Acquisti | Acquisti         | Acquisti | Acquisti   |
| R.       | Nome             | da       | Modalità   |
| -------- | ---------------- | -------- | ---------- |
| C        | Toni Kolehmainen | TPS      | definitivo |
| C        | Mikkel Vendelbo  | Esbjerg  | definitivo |

| Cessioni | Cessioni               | Cessioni        | Cessioni      |
| R.       | Nome                   | a               | Modalità      |
| -------- | ---------------------- | --------------- | ------------- |
| C        | Kenneth Di Vita Jensen | Ullensaker/Kisa | prestito      |
| A        | Roope Riski            | Cesena          | fine prestito |

## Risultati

### Eliteserien

#### Girone di andata
| Hønefoss 24 marzo 2012, ore 18:00 1ª giornata | Hønefoss         | 0 – 0 referto | Lillestrøm | AKA Arena (3.512 spett.)\| Arbitro: \| Moen (Haugesund) \| |
| Arbitro:                                      | Moen (Haugesund) |               |            |                                                            |

| Sogndal 1º aprile 2012, ore 18:00 2ª giornata | Sogndal        | 0 – 0 referto | Hønefoss | Fosshaugane Campus (3.886 spett.)\| Arbitro: \| Kjensli (Oslo) \| |
| Arbitro:                                      | Kjensli (Oslo) |               |          |                                                                   |

| Arbitro: | Hafsås (Trondheim) |

|                |           |                 |
| Sigurðsson 26’ | Marcatori | 51’ Elyounoussi |

| Arbitro: | Hagen (Grue) |

|  |           |                           |
|  | Marcatori | 47’, 90’ (rig.) Ri. Riski |

| Arbitro: | Sælen (Bergen) |

|                               |           |            |
| Bolseth 6’ Ri. Riski 50’, 76’ | Marcatori | 8’ Matland |

| Tromsø 28 aprile 2012, ore 18:00 6ª giornata | Tromsø            | 0 – 0 referto | Hønefoss | Alfheim Stadion (4.206 spett.)\| Arbitro: \| Johansen (Brevik) \| |
| Arbitro:                                     | Johansen (Brevik) |               |          |                                                                   |

| Arbitro: | Hafsås (Feda) |

|                   |           |  |
| Lafton 43’ (aut.) | Marcatori |  |

| Arbitro: | Kjensli (Oslo) |

|            |           |                                         |
| Beugre 74’ | Marcatori | 33’, 39’ Güven 55’ Krogsgård 75’ Brenne |

| Arbitro: | Staberg (Harstad) |

|  |           |          |
|  | Marcatori | 87’ Dahl |

| Arbitro: | Johnsen (Tønsberg) |

|            |           |  |
| Kaland 68’ | Marcatori |  |

| Arbitro: | Sandmoen (Kjelsås) |

|          |           |               |
| Sema 51’ | Marcatori | 90’ Ri. Riski |

| Arbitro: | Hansen (Feda) |

|             |           |           |
| Bolseth 44’ | Marcatori | 26’ Angan |

| Arbitro: | Hafsås (Trondheim) |

|                                             |           |  |
| Keita 32’ Kamara 40’, 90’ Lafton 48’ (aut.) | Marcatori |  |

| Arbitro: | Johansen (Brevik) |

|                         |           |                |
| Mendy 55’ Ri. Riski 58’ | Marcatori | 19’ Sokolowski |

| Arbitro: | Døvle (Larvik) |

|                            |           |               |
| Olsen 47’ Vet. Berisha 90’ | Marcatori | 84’ Ri. Riski |

#### Girone di ritorno
| Arbitro: | Kjensli (Oslo) |

|  |           |                      |
|  | Marcatori | 18’ Hovda 72’ Larsen |

| Arbitro: | Johansen (Brevik) |

|                                    |           |                       |
| Groven 38’ Sigurðsson 67’ Mora 73’ | Marcatori | 45’ Fevang 50’ Đurđić |

| Arbitro: | Staberg (Harstad) |

|              |           |              |
| Ri. Riski 9’ | Marcatori | 88’ Storflor |

| Arbitro: | Kjensli (Oslo) |

|                            |           |                              |
| Knudtzon 50’ Andersson 90’ | Marcatori | 15’ Sigurðsson 64’ Ri. Riski |

| Hønefoss 26 agosto 2012, ore 18:00 20ª giornata | Hønefoss  | 0 – 1 referto | Tromsø | AKA Arena (2.660 spett.) |
| \| \| \| \| \| \| Marcatori \| 84’ Johansen \|  |           |               |        |                          |
|                                                 |           |               |        |                          |
|                                                 | Marcatori | 84’ Johansen  |        |                          |

| Arbitro: | Kjensli (Oslo) |

|                          |           |  |
| Barrantes 50’ Tollås 80’ | Marcatori |  |

| Arbitro: | Skjerven (Kaupanger) |

|                       |           |                                |
| Kaland 29’ Beugre 88’ | Marcatori | 45’ Nevland 83’ (rig.) Thioune |

| Arbitro: | Staberg (Harstad) |

|                                      |           |                       |
| Olsen 7’ (aut.) Fellah 60’ Anene 82’ | Marcatori | 14’ Kaland 90’ Larsen |

| Hønefoss 30 settembre 2012, ore 18:00 24ª giornata | Hønefoss          | 0 – 0 referto | Sogndal | AKA Arena (2.328 spett.)\| Arbitro: \| Edvartsen (Hamar) \| |
| Arbitro:                                           | Edvartsen (Hamar) |               |         |                                                             |

| Arbitro: | Kjensli (Oslo) |

|                                     |           |                         |
| Nordkvelle 42’ Finne 87’ Larsen 90’ | Marcatori | 60’ Vendelbo 74’ Beugre |

| Hønefoss 21 ottobre 2012, ore 18:00 26ª giornata | Hønefoss         | 0 – 0 referto | Stabæk | AKA Arena (2.006 spett.)\| Arbitro: \| Moen (Haugesund) \| |
| Arbitro:                                         | Moen (Haugesund) |               |        |                                                            |

| Arbitro: | Nilsen |

|                                                |           |  |
| Shala 59’ Güven 64’ Krogsgård 66’ Agwuocha 87’ | Marcatori |  |

| Arbitro: | Staberg (Harstad) |

|          |           |               |
| Mora 46’ | Marcatori | 81’ Skjølsvik |

| Arbitro: | Johnsen (Tønsberg) |

|           |           |  |
| Chima 59’ | Marcatori |  |

| Arbitro: | Edvartsen (Hamar) |

|               |           |                                                        |
| Ri. Riski 74’ | Marcatori | 26’ Strandberg 57’ Fredheim Holm 69’ Prica 76’ Rønning |

### Coppa di Norvegia
| Røa 1º maggio 2012, ore 18:00 Primo turno                                                                   | Røa       | 1 – 6 referto                                                  | Hønefoss | Røa Kunstgress |
| \| \| \| \| \| Hovind 90’ \| Marcatori \| 12’ (aut.), 55’ (aut.) Algerøy 45’, 75’, 78’ Beugre 87’ Nygård \| |           |                                                                |          |                |
| |           |                                                                |          |                |
| Hovind 90’                                                                                                  | Marcatori | 12’ (aut.), 55’ (aut.) Algerøy 45’, 75’, 78’ Beugre 87’ Nygård |          |                |

| Arbitro: | Kjensli (Oslo) |

|             |           |                                        |
| Enkerud 17’ | Marcatori | 25’, 53’ Mora 55’ Kaland 88’ Magnussen |

| Arbitro: | Helgerud (Lier) |

|                             |                      |                       |
| Karlsen 26’ Kirkevold 103’  | Marcatori            | 80’ Mendy 100’ Beugre |
| Kirkevold Stokke Gunnarsson | Tiri di rigore 3 – 0 | Lafton Larsen Bolseth |

## Statistiche

### Statistiche di squadra
| Competizione      | Punti | In casa | In casa | In casa | In casa | In casa | In casa | In trasferta | In trasferta | In trasferta | In trasferta | In trasferta | In trasferta | Totale | Totale | Totale | Totale | Totale | Totale | DR  |
| Competizione      | Punti | G       | V       | N       | P       | Gf      | Gs      | G            | V            | N            | P            | Gf           | Gs           | G      | V      | N      | P      | Gf     | Gs     | DR  |
| ----------------- | ----- | ------- | ------- | ------- | ------- | ------- | ------- | ------------ | ------------ | ------------ | ------------ | ------------ | ------------ | ------ | ------ | ------ | ------ | ------ | ------ | --- |
| Eliteserien       | 33    | 15      | 4       | 8       | 3       | 17      | 19      | 15           | 3            | 4            | 8            | 13           | 23           | 30     | 7      | 12     | 11     | 30     | 42     | -12 |
| Coppa di Norvegia | -     | 0       | 0       | 0       | 0       | 0       | 0       | 3            | 2            | 1            | 0            | 12           | 4            | 3      | 2      | 1      | 0      | 12     | 4      | +8  |
| Totale            | -     | 15      | 4       | 8       | 3       | 17      | 19      | 18           | 5            | 5            | 8            | 25           | 27           | 33     | 9      | 13     | 11     | 42     | 46     | -4  |

### Statistiche dei giocatori
| Giocatore        | Eliteserien | Eliteserien | Eliteserien | Eliteserien | Coppa di Norvegia | Coppa di Norvegia | Coppa di Norvegia | Coppa di Norvegia | Totale   | Totale | Totale      | Totale     |
| Giocatore        | Presenze    | Reti        | Ammonizioni | Espulsioni  | Presenze          | Reti              | Ammonizioni       | Espulsioni        | Presenze | Reti   | Ammonizioni | Espulsioni |
| ---------------- | ----------- | ----------- | ----------- | ----------- | ----------------- | ----------------- | ----------------- | ----------------- | -------- | ------ | ----------- | ---------- |
| A. Aðalsteinsson | 29          | 0           | 1           | 0           | 1                 | 0                 | 0                 | 0                 | 30       | 0      | 1           | 0          |
| K. Beugre        | 14          | 3           | 1           | 0           | 3                 | 4                 | 0                 | 0                 | 17       | 7      | 1           | 0          |
| R. Bolseth       | 23          | 2           | 5           | 0           | 1                 | 0                 | 0                 | 0                 | 24       | 2      | 5           | 0          |
| S. Clark         | 30          | 0           | 1           | 0           | 0                 | 0                 | 0                 | 0                 | 30       | 0      | 1           | 0          |
| C. Dahl          | 14          | 1           | 1           | 0           | 2                 | 0                 | 0                 | 0                 | 16       | 1      | 1           | 0          |
| C. Dalen         | 0           | 0           | 0           | 0           | 0                 | 0                 | 0                 | 0                 | 0        | 0      | 0           | 0          |
| V. Gjermundstad  | 4           | 0           | 0           | 0           | 0                 | 0                 | 0                 | 0                 | 4        | 0      | 0           | 0          |
| A. Groven        | 25          | 1           | 3           | 0           | 3                 | 0                 | 0                 | 0                 | 28       | 1      | 3           | 0          |
| H. Haugen        | 27          | 0           | 6           | 0           | 2                 | 0                 | 1                 | 0                 | 29       | 0      | 7           | 0          |
| T. Hovda         | 17          | 1           | 3           | 0           | 2                 | 0                 | 0                 | 0                 | 19       | 1      | 3           | 0          |
| K. Jensen        | 9           | 0           | 1           | 0           | 2                 | 0                 | 0                 | 0                 | 11       | 0      | 1           | 0          |
| M. Johannessen   | 1           | 0           | 0           | 0           | 0                 | 0                 | 0                 | 0                 | 1        | 0      | 0           | 0          |
| M. Kaland        | 20          | 3           | 1           | 0           | 2                 | 1                 | 0                 | 0                 | 22       | 4      | 1           | 0          |
| T. Kolehmainen   | 8           | 0           | 1           | 0           | 0                 | 0                 | 0                 | 0                 | 8        | 0      | 1           | 0          |
| F. Lafton        | 30          | 0           | 1           | 0           | 3                 | 0                 | 0                 | 0                 | 33       | 0      | 1           | 0          |
| K. Larsen        | 26          | 2           | 3           | 0           | 3                 | 0                 | 0                 | 0                 | 29       | 2      | 3           | 0          |
| J. Magnussen     | 13          | 0           | 3           | 0           | 2                 | 1                 | 0                 | 0                 | 15       | 1      | 3           | 0          |
| R. Mendy         | 24          | 1           | 0           | 0           | 1                 | 1                 | 0                 | 0                 | 25       | 2      | 0           | 0          |
| H. Mora          | 26          | 2           | 2           | 0           | 1                 | 2                 | 0                 | 0                 | 27       | 4      | 2           | 0          |
| M. Nygaard       | 0           | 0           | 0           | 0           | 0                 | 0                 | 0                 | 0                 | 0        | 0      | 0           | 0          |
| L. Olsen         | 2           | 0           | 0           | 0           | 3                 | 0                 | 1                 | 0                 | 5        | 0      | 1           | 0          |
| J. Rise          | 0           | 0           | 0           | 0           | 0                 | 0                 | 0                 | 0                 | 0        | 0      | 0           | 0          |
| Ri. Riski        | 26          | 10          | 2           | 0           | 3                 | 0                 | 1                 | 0                 | 29       | 10     | 3           | 0          |
| Ro. Riski        | 1           | 0           | 0           | 0           | 0                 | 0                 | 0                 | 0                 | 1        | 0      | 0           | 0          |
| K. Sigurðsson    | 28          | 3           | 3           | 1           | 2                 | 0                 | 0                 | 0                 | 30       | 3      | 3           | 1          |
| L. Stubhaug      | 0           | 0           | 0           | 0           | 3                 | 0                 | 0                 | 0                 | 3        | 0      | 0           | 0          |
| A. Thingstad     | 0           | 0           | 0           | 0           | 0                 | 0                 | 0                 | 0                 | 0        | 0      | 0           | 0          |
| M. Vendelbo      | 10          | 1           | 2           | 0           | 0                 | 0                 | 0                 | 0                 | 10       | 1      | 2           | 0          |